# Battaglia di Cameria
La battaglia di Cameria si svolse sedici anni dopo la fondazione della città di Roma, dal primo re di Roma, Romolo, tra l'esercito romano guidato dallo stesso monarca ed i Camerii. I Romani ebbero la meglio secondo la leggenda, occuparono la città e vi posero una nuova colonia.

## Contesto storico
I Romani una volta fondata la città sul Palatino, cominciarono ad ingrandirsi, tanto da apparire secondo Livio "così potenti da poter rivaleggiare militarmente con qualunque popolo dei dintorni". Una dopo l'altra caddero molte delle vicine città appartenenti alle popolazioni dei Ceninensi,, degli Antemnati, dei Crustumini, dei Sabini, e gli abitanti di Fidene.

### Casus belli
Prima che cessasse la pestilenza che era scoppiata a Roma una decina di anni prima, i Camerii invasero i territori romani e saccheggiarono la regione, convinti che i Romani non potessero difendersi per la terribile malattia che aveva colpito buona parte della popolazione.

## La battaglia
Plutarco racconta che Romolo reagì con prontezza, compiendo una spedizione contro i Camerii, e una volta sconfitti in battaglia ne uccise 6 000 ed occupò la loro città.

## Conseguenze
Romolo non distrusse né abbatté dalle fondamenta Cameria ma, come aveva fatto con Fidene, ne fece una colonia romana, dove insediò un numero di coloni due volte superiore ai Camerii sopravvissuti, alle calende di Sestile. Tra le altre cose vi era nel bottino confiscato a Cameria, anche una quadriga in bronzo, che consacrò nel tempio di Vulcano a Roma (identificabile con il Volcanale), facendosi erigere una statua in cui compariva incoronato dalla Vittoria. Non fu però l'ultima guerra che combatté Romolo. Se infatti le popolazioni limitrofe più deboli offrirono spontaneamente ai Romani la loro sottomissione, non fu così per quelle più potenti che, pur apparendo timorose ed invidiose, non pensarono di attendere gli eventi, decidendo di dover resistere all'espansionismo romano. Furono i Veienti che si trovavano ad ovest del Tevere, gli ultimi ad essere sconfitti, dopo che avevano invano reclamato la restituzione di Fidene a Romolo.

### Fonti primarie
- Dionigi di Alicarnasso, Antichità romane, VII-VIII.
- Livio, Ab Urbe condita libri, I.
- Plutarco, Vita di Romolo.

### Fonti storiografiche moderne
- Andrea Carandini, Roma. Il primo giorno, Roma-Bari 2007.